# Holostrophus similis
Holostrophus similis es una especie de coleóptero de la familia Tetratomidae.

## Distribución geográfica
Habita en Sarawak (Malasia).